# Jean de Clermont
Jean de Clermont († 19. September 1356 bei Poitiers) war ein Herr von Chantilly und ein Marschall von Frankreich aus dem Haus Clermont. Er war ein Sohn des Raoul de Clermont († 1321) und ein Enkel des Marschalls Guy I. de Clermont.
Während des Hundertjährigen Krieges diente Clermont zunächst im Gefolge des Grafen von Eu in der Normandie und in Flandern. Danach trat er in königliche Dienste und wurde 1352 von König Johann II. zum Marschall ernannt, als Ersatz für seinen zuvor gefallenen Vetter, Marschall Guy de Nesle.

Das Wappen von Jean de Clermont

Am 19. September 1356 war Clermont einer der kommandierenden Heerführer der Franzosen in der Schlacht von Maupertuis bei Poitiers. Am Vorabend des Kampfes soll Clermont dem anwesenden König zu einem defensiven Vorgehen gegen die Engländer unter dem „schwarzen Prinzen“ geraten haben. Der zahlenmäßig unterlegene Gegner sollte nicht angegriffen aber durch eine Abriegelung aller Rückzugswege ausgehungert und damit zu einer Kapitulation genötigt werden. Dieser Vorschlag wurde allerdings von dem Marschall d'Audrehem zurückgewiesen, der dem Gebot der Ritterehre folgend einen sofortigen Angriff forderte. Der König entschied sich schließlich auf Anraten des William Douglas für einen Angriff des Hauptheeres zu Fuß, da das Gelände für eine geschlossene Reiterattacke nicht ausgelegt war. Allerdings sollte der erste Angriff auf die englischen Linien von dreihundert Rittern durchgeführt werden, die von den drei Befehlshabern persönlich angeführt werden sollten. Noch während des Anritts auf den Feind sollen sich Clermont und d'Audrehem gestritten haben, Clermont und der Connétable de Brienne wurden im Pfeilhagel getötet, noch bevor sie die englischen Reihen erreicht hatten, d'Audrehem geriet in Gefangenschaft.
Jean de Clermont war verheiratet mit Marguerite de Mortagne, Vizegräfin von Aunay, mit der er einen gleichnamigen Sohn hatte. Einer der Brüder Jeans war Robert de Clermont, der als Marschall der Normandie ein Gefolgsmann des Dauphin Karl (König Karl V.) war. Er wurde am 22. September 1358 von den Pariser Bürgern unter Étienne Marcel vor den Augen des Dauphins ermordet.